# 아무도 돌아오지 않는 밤
"아무도 돌아오지 않는 밤"는 2015년에 제작한 대한민국의 영화이다.

## 캐스팅
- 최연식
- 한지희
- 방은정 : 청미 역
- 윤승훈
- 정애화